# Animadu, Sindgi
Animadu là một làng thuộc tehsil Sindgi, huyện Bijapur, bang Karnataka, Ấn Độ.